# Gamakamera

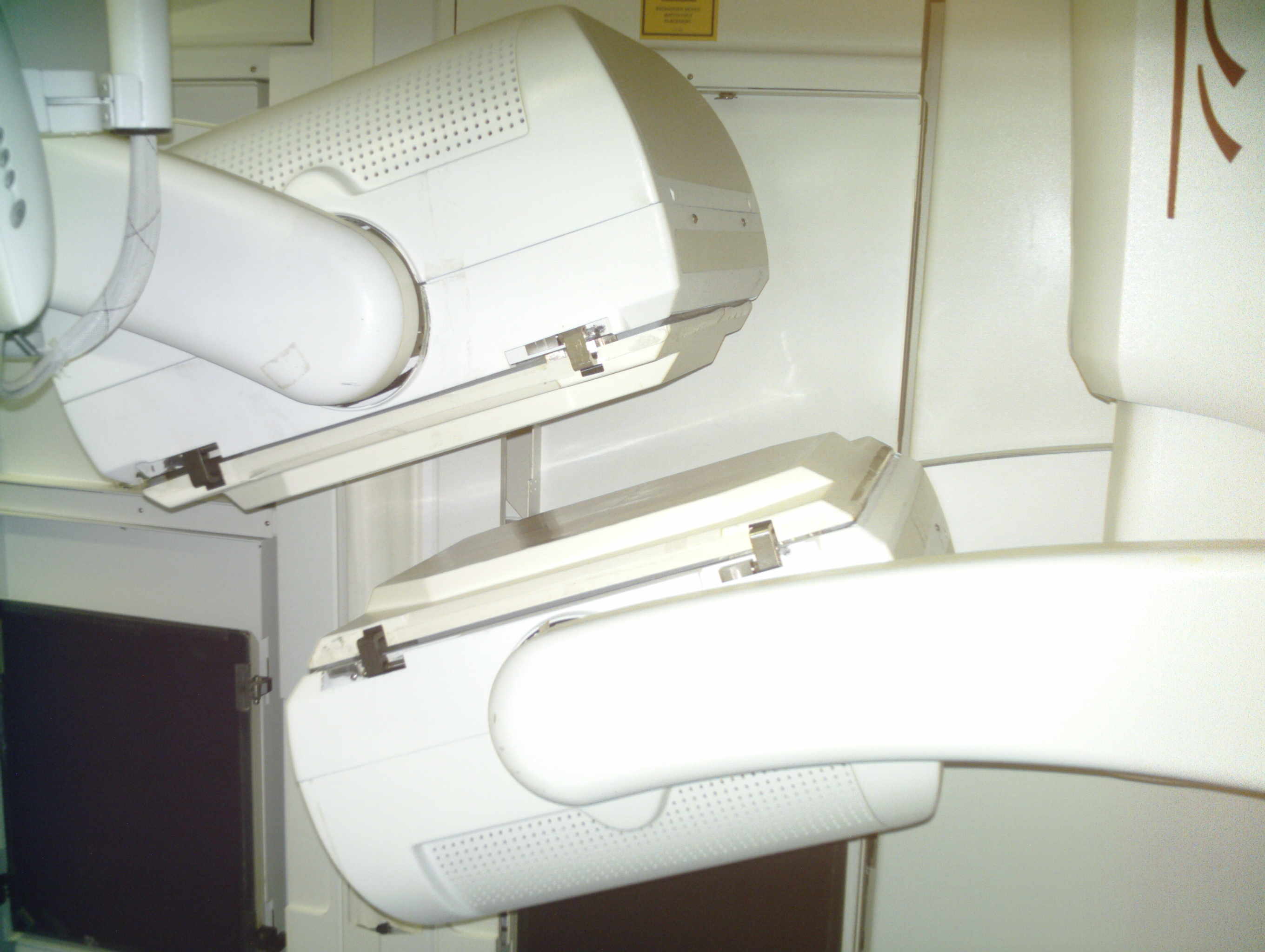
Moderní gamakamera

Scintilační kamera (gamakamera, Angerova kamera) je přístroj používaný v nukleární medicíně k detekci záření γ a jeho následnému zviditelnění na obrazovku osciloskopu.

## Stavba a princip gamakamery

Princip gamakamery

Gamakamera je velkoplošný obdélníkový nebo kruhový přístroj se scintilačním krystalem uvnitř, využívající scintigrafie. Tento přístroj je stacionární a oproti pohybovým scintigrafům citlivější. Umožňuje registrovat záření vycházející z velké plochy pacienta a to jak při statických, tak dynamických dějích.
Scintilační krystal je uzavřen v olověném a světlotěsném krytu. Za krystalem je poté světlovodivý materiál, který se spojuje s mnoha fotonásobiči. Každá scintilace z krystalu osvítí všechny fotonásobiče, nicméně intenzita osvětlení těchto fotonásobičů závisí na poloze scintilace. Impulzy všech fotonásobičů se poté převádějí do odporové matrice, což je systém odporů, který funguje jako filtr přivedených impulzů. Vytřídí vždy dva největší impulzy pro souřadnice x a y. Tyto impulzy jsou pak zvýrazněny vychylovacími destičkami osciloskopu, kdy se na obrazovce objeví světelný bod. Tento světelný bod odpovídá místu scintilace v krystalu.
Scintilace se mohou zobrazit buď na obrazovce osciloskopu, dají se zvýraznit na fotografický materiál nebo ukládat do elektronického zařízení.
Gamakamera obsahuje jako každý scintilační detekční systém řadu dalších prvků, jako např. kolimátor, předzesilovač, zesilovač, amplitudový analyzátor.

## Vlastnosti gamakamery
Zde jsou uvedeny parametry ovlivňující obraz scintilační kamery:
- Homogenita – schopnost kamery zobrazit homogenní rozložení látky ve tkáni jako homogenní obraz. Při zobrazení homogenního rozložení látky heterogenně se jedná o poruchu, která vede ke chybnému vyšetření.
- Prostorová rozlišovací schopnost – schopnost rozeznat dva bodové nebo čárové zdroje záření jako odlišné, pokud jsou od sebe vzdáleny o minimální prostorové rozlišení FWHM (full with at half maximum – šířka profilu v obraze bodového nebo liniového zdroje v polovině výšky profilu)
- Systémové prostorové rozlišení detektoru – zhoršuje se (FWHM roste), pokud je kolimátor s paralelními otvory dále od zdroje záření. Proto je žádoucí být gamakamerou co nejblíže povrchu pacientova těla.
- Citlivost – udává počet impulzů plošného zdroje o průměru 10 cm na 1 MBq, udává se nejčastěji pro 99mTc.

## Užití scintilační kamery
Užívá se zejména ve scintilačních detekcích k pořízení dvojrozměrných obrazů, ve SPECT, někdy se používají upraveně i jako levnější varianta detektorů u PET (s horšími výsledky)[zdroj?].

### Použitá literatura
- V tomto článku je použit text článku Gamakamera ve WikiSkriptech českých a slovenských lékařských fakult zapojených v MEFANETu.